# Valletot
Valletot es una localidad y comuna francesa situada en la región de Alta Normandía, departamento de Eure, en el distrito de Bernay y cantón de Routot.

## Demografía
| 209 | 211 | 234 | 216 | 231 | 254 |
| Para los censos de 1962 a 1999 la población legal corresponde a la población sin duplicidades (Fuente: INSEE [Consultar]) |     |     |     |     |     |

## Administración

### Entidades intercomunales
Valletot está integrada en la Communauté de communes du Roumois nord. Además forma parte de diversos sindicatos intercomunales para la prestación de diversos servicios públicos:
- S.A.E.P du Fond des Vaux
- Syndicat de l'électricité et du gaz de l'Eure (SIEGE)
- Syndicat d'assainissement non collectif du canton de Routot
- Syndicat Intercommunal à Vocation Scolaire Jules Ferry

### Riesgos
La prefectura del departamento de Eure incluye la comuna en la previsión de riesgos mayores por:
- Presencia de cavidades subterráneas.
- Riesgos derivados del transporte de mercancías peligrosas.